# Андрей Плешу
Андрей Плешу (*23 серпня 1948, Бухарест) — румунський політик, філософ, журналіст і критик. Міністр культури (1989-1991), Міністр закордонних справ (1997-1999) Румунії.

## Біографія

### Освіта та викладацька діяльність
Син хірурга Раду Плешу і Зої Радулеску. Навчався  у лицей «Spiru Haret» i на факультеті історії мистецтва в університеті ' в Бухаресті, який закінчив з відзнакою в 1971. Після закінчення університету, він вступив до художнього Інституту історії Румунської академії наук. У 1975 Плешу виграв стипендію Александра фон Гумбольдта, за допомогою якої зміг продовжити навчання в Бонні і Гейдельберзі. У 1980 захистив докторську дисертацію на тему «Sentimentul naturii în Cultura europeană».
У 1980 почав працювати викладачем Університету Бухареста, але через два роки з політичних причин йому було заборонено проводити заняття зі студентами. У 1983-1984 отримав другий грант від Гумбольдта і повернувся в Інститут історії мистецтв. Цю роботу він втратив в квітні 1989, коли відкрито підтримав Мірча Дінеску, виступаючи проти комуністичного режиму в Румунії. Також в цей період йому забороняють публікуватися. Після Румунської революції в грудні 1989 став одним із засновників журналів «New Europe College» і «Dilema». В цей же час Плешу повернувся до Університету Бухареста як професор. Там він читає лекції з історії мистецтв та філософії релігії.

## Політична діяльність
Будучи студентом, він приєднався до Румунської комуністичної партії, але в травні 1982 був виключений з неї.
З грудня 1989 по 1991- Міністр культури.
1997–1999 займав пост Міністра закордонних справ.
У 2000—2004 він був членом Національного Архіву, але пішов у відставку з цього поста на знак протесту проти політичного тиску на членів Колегії. У 2004 році він став радником з питань зовнішньої політики Президента Траяна Бесеску. В 2005 пішов у відставку за станом здоров'я.
Сім'я
У 1971 Плешу одружився з Мері Петруліан, має двох синів Матея та Міхая.

## Публікації
- 2012 — On Angels — Exposition for a Post Modern World.
- 1974 — Călătorie în lumea formelor («Podróż do świata form»).
- 1980 — Pitoresc și melancolie
- 1981 — Francesco Guardi
- 1986 — Ochiul și lucrurile («Oko i rzeczy»)
- 1988 — Minima moralia («Minimum moralne»)
- 1991 — Dialoguri de seară («Dialogi wieczorne»)
- 1993 — Jurnalul de la Tescani
- 1994 — Limba păsărilor («Język ptaków»)
- 1996 — Chipuri și măști ale tranziției («Twarze i maski transformacji»)
- 2002 — Transformări, inerții, dezordini. 22 de luni după 22 decembrie 1989 (wspólnie z Petre Romanem i Eleną Ștefoi)
- 2003 — Despre îngeri («O aniołach»)
- 2004 — Obscenitatea publică
- 2005 — Comedii la porțile Orientului
- 2006 — Despre bucurie în Est și în Vest și alte eseuri,
- 2011 — Despre frumusețea uitată a vieții («O zapomnianym pięknie życia»)
- 2012 — Parabolele lui Iisus. Adevarul ca poveste («Parabole Jezusa. Prawda jako historia»)